# Westasienspiele 1997/Badminton
Badminton wurde bei den Westasienspielen 1997 nur in den reinen zwei Männerdisziplinen vom 19. bis zum 22. November 1997 im Shiroodi Sport Complex in Teheran gespielt. Der Iran gewann dabei alle möglichen Medaillen.

## Medaillengewinner
| Disziplin    | Gold                                     | Silber                               | Bronze                                |
| ------------ | ---------------------------------------- | ------------------------------------ | ------------------------------------- |
| Herreneinzel | Seyed Bahador Zakiradeh                  | Ali Reza Shafiee                     | Morteza Valizdarvi                    |
| Herreneinzel | Seyed Bahador Zakiradeh                  | Ali Reza Shafiee                     | Afshin Bozorgzadeh                    |
| Herrendoppel | Seyed Bahador Zakiradeh Ali Reza Shafiee | Morteza Validarvi Afshin Bozorgzadeh | Mohammad Golgar Hamed Shabanian       |
| Herrendoppel | Seyed Bahador Zakiradeh Ali Reza Shafiee | Morteza Validarvi Afshin Bozorgzadeh | Ali Shahhosseini A. Abdol Mohammadian |